# Грейг, Самуил Карлович
Самуил Карлович Грейг (англ. Samuel Greig; 30 ноября 1735, Инверкитинг, Шотландия — 15 (26) октября 1788, Ревель) — российский адмирал шотландского происхождения, отличившийся в Чесменском (1770) и Гогландском (1788) морских сражениях. Отец адмирала А. С. Грейга.

## Биография

### До поступления на русскую службу

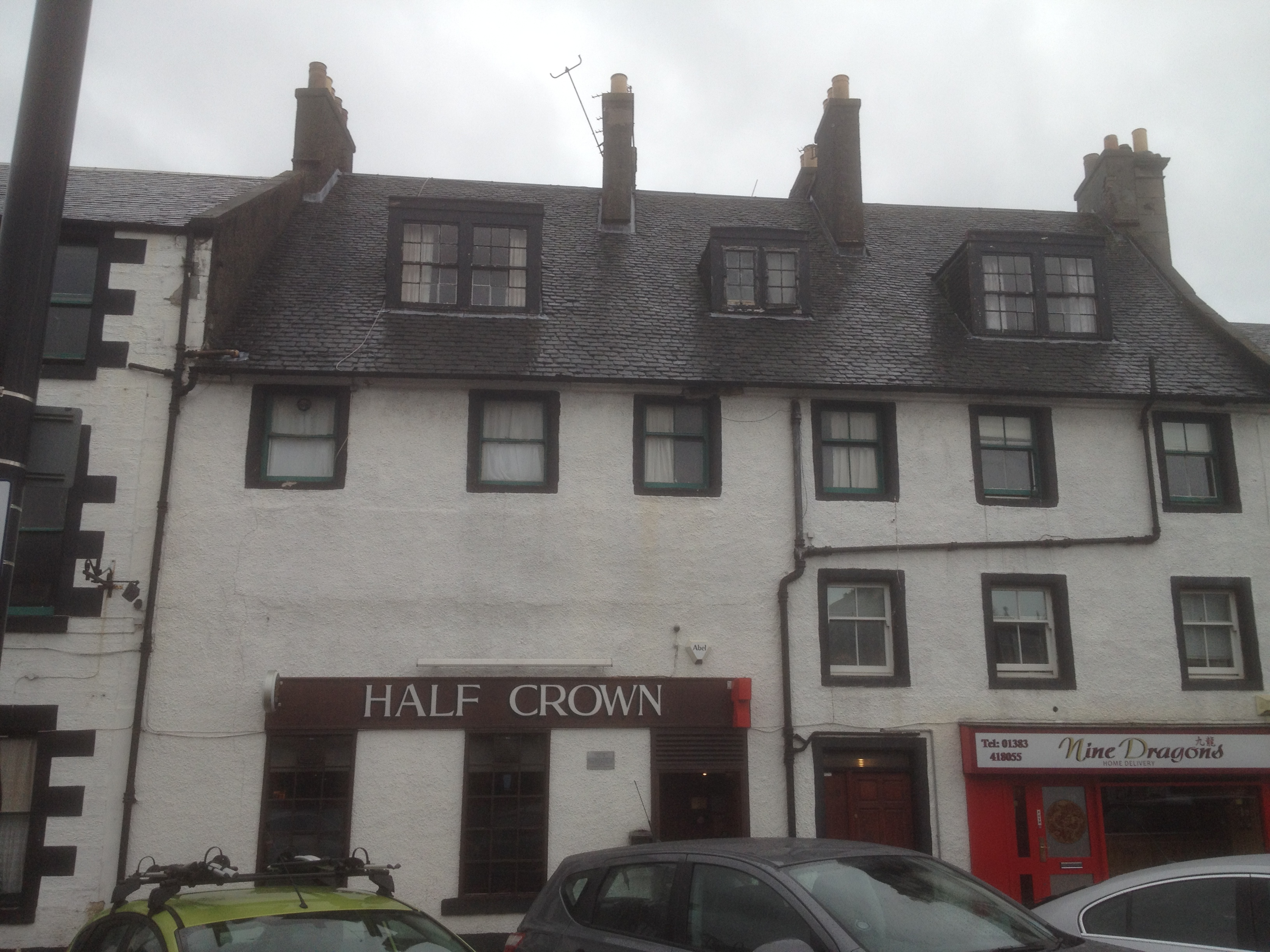
Дом Грейгов в Инверкитинге

Родился 30 ноября 1735 года в городе Инверкитинг, графство Файф. Его отец был капитаном торгового судна и принадлежал к некогда опальному клану МакГрегор; сам Грейг тоже стал моряком и ходил матросом в плавания на судах своего отца, затем перешёл в 1750 году на Королевский военно-морской флот Великобритании.
Служил сначала волонтёром, в 1758 году получил звание помощника капитана; в ранний период службы проявил рвение к службе и неукоснительное исполнение порученных обязанностей. Во время Семилетней войны участвовал в нескольких морских сражениях и штурмах крепостей, в том числе во взятии Горэ (1758), сражении в бухте Киберон (1759) и осаде Гаваны (1762). В 1761 году получил временное повышение до лейтенанта флота, однако Королевский флот утвердил его в этом звании лишь через несколько лет.
Когда российское правительство обратилось к правительству Великобритании с просьбой направить нескольких британских морских боевых офицеров в Россию для помощи в модернизации российского флота, Грейг оказался в числе выбранных для этой миссии. В мае 1764 года он поступил на русскую службу в чине капитана 1 ранга (на два чина выше, чем он имел в английском флоте). Он хорошо себя зарекомендовал, получив в 1765 году в командование фрегат «Святой Сергий» Балтийского флота. В 1766 году ему было доверено командование только что спущенным на воду линейным кораблём «Три иерарха». Добросовестным выполнением целого ряда важных поручений и предложенными им усовершенствованиями парусного вооружения кораблей он обратил на себя внимание императрицы Екатерины II и руководителя Адмиралтейств-Коллегии И. Г. Чернышева. Кроме того, Грейг в короткий срок хорошо выучил русский язык, что способствовало успеху его карьеры.

### Русско-турецкая война

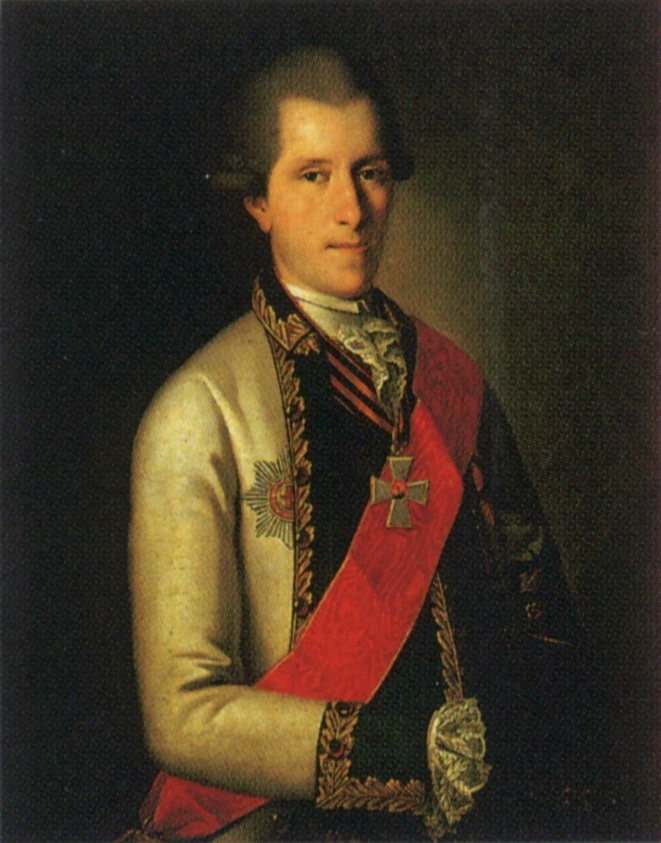
Грейг на портрете работы К. Л. Христинека, 1775 год

В 1770 году, через два года после начала Русско-турецкой войны 1768—1774 годов, Грейг был поставлен во главе нескольких отрядов кораблей, находившихся в составе эскадры под командованием графа Алексея Орлова и адмирала Григория Спиридова, отправившейся в военную экспедицию в Средиземное море.
В Хиосском сражении Грейг командовал кордебаталией (центром эскадры). Турецкий флот, состоявший из 15 линейных кораблей, а также нескольких фрегатов и галер, значительно превосходил по мощи русский флот из 9 линейных кораблей и 3 фрегатов, с которым встретился у Чесменской бухты к западу от турецкого побережья. После тяжёлого и кровопролитного, но завершившегося неясным исходом боя турецкий флот ночью отступил непосредственно к Чесменской бухте, усилив тем самым свою мощь за счёт располагавшихся там береговых батарей. Несмотря на столь выгодную позицию, занятую врагом, русское командование решило продолжить сражение, предприняв попытку уничтожить вражеский флот с помощью брандеров.
В 1:00 ночи капитан Грейг во главе брандеров атаковал вражеские корабли и в результате этой успешной атаки уничтожил большую часть турецкого флота. Капитан Грейг вместе с другим британским офицером, лейтенантом Дрисдейлом, своим помощником, собственными руками поджигал брандеры. Выполнив эту опасную миссию, он и Дрисдейл прыгнули за борт и поплыли к своим лодкам, находясь одновременно под плотным турецким огнём и непосредственной угрозой гибели от взрыва подожжённых ими брандеров. Русский флот, развивая его успех, атаковал крепость и береговые батареи, и к девяти часам утра как от крепостных укреплений, так и от вражеского флота практически ничего не осталось. После битвы Грейг, который имел звание бригадира на момент назначения возглавлять брандеры, был немедленно возведён графом Орловым в звание контр-адмирала; впоследствии это назначение было утверждено письмом от императрицы Екатерины II.
В 1772 году руководил морской атакой на Чесменскую крепость. С 1774 по 1775 годы возглавлял эскадру, отправленную в Средиземное море из Кронштадта. В 1775 году привёз в Кронштадт похищенную Алексеем Орловым княжну Тараканову.

### Главный командир Кронштадтского порта (1775–1788)

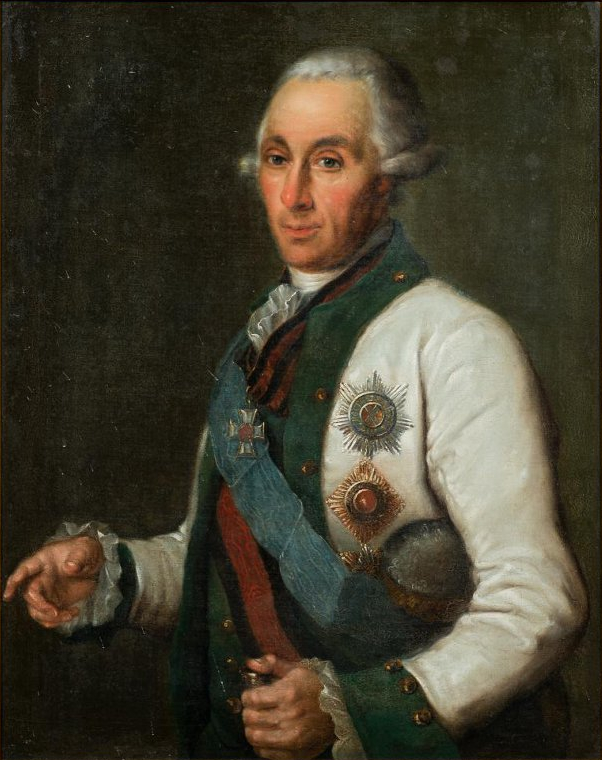
Портрет Самуила Грейга кисти Дмитрия Левицкого. После 1788

В 1775 году Грейг получил должность главного командира Кронштадтского порта. В период его пребывания в должности была проведена масштабная реконструкция порта, в том числе строительство новых доков, расширение порта и возведение госпиталя для моряков.
В 1777—1778 годах возглавил флотскую дивизию. Некоторые линкоры в России были заложены по его непосредственной инициативе. В 1782 году был избран членом Королевского общества. Являлся также членом Петербургской академии наук. В 1785 году по его инициативе совет Адмиралтейства был переведён из Санкт-Петербурга в Кронштадт.

### Русско-шведская война
После начала Русско-шведской войны Грейг командовал Балтийским флотом, сумев блокировать шведский флот в Свеаборге, в то время как сам успешно действовал в открытом море. 17 июля 1788 года состоялось Гогландское сражение. Силы флотов были примерно равны, но командовавший шведами герцог Карл Сёдерманландский (будущий король Карл XIII) большую часть сражения провёл заперевшись в своей каюте, в отличие от Грейга, который на 100-пушечном корабле «Ростислав» атаковал шведский «Принц Густав» под командованием вице-адмирала Густава Вахмейстера, вынудив того отступить, а затем и сдаться. Сражение длилось шесть часов в густом пороховом дыму, и под покровом ночи шведские корабли, начавшие испытывать нехватку боеприпасов, были вынуждены под атаками Грейга отойти к побережью, а затем в Свеаборг, где и были заблокированы русским флотом.
Несмотря на то, что шведам удалось захватить получивший тяжёлые повреждения и снесённый в их порядок русский линейный корабль «Владислав», Гогландское сражение завершилось решительной победой Балтийского флота: шведский план разгромить русский флот и атаковать с моря Санкт-Петербург был сорван, кампания 1788 года была выиграна русскими за один день боя. Вместе с тем отечественные историки отмечают, что результаты сражения могли быть более значимыми, если бы не следование Грейгом правилам линейной тактики.
После одержанной над противником победы во главе эскадры руководил блокадой шведского флота. 23 сентября он заболел лихорадкой (на флоте в то время свирепствовала эпидемия брюшного тифа), 28 сентября слёг от этой болезни. Был отправлен в Ревель для лечения, но скончался 15 (26) октября 1788 года на борту своего корабля «Ростислав» после нескольких дней болезни в возрасте 51 года. Узнав о его болезни, беспокоившаяся за жизнь Грейга Екатерина II 8 октября приказала своему лучшему придворному медику доктору Джону Сэмюэлю Роджерсону немедленно отправиться в Ревель и сделать всё возможное для спасения жизни адмирала. Тот отправился в путь, однако в итоге ничего не сумел сделать. За Гогландское сражение адмирал был удостоен ордена Святого Андрея Первозванного.

## Похороны

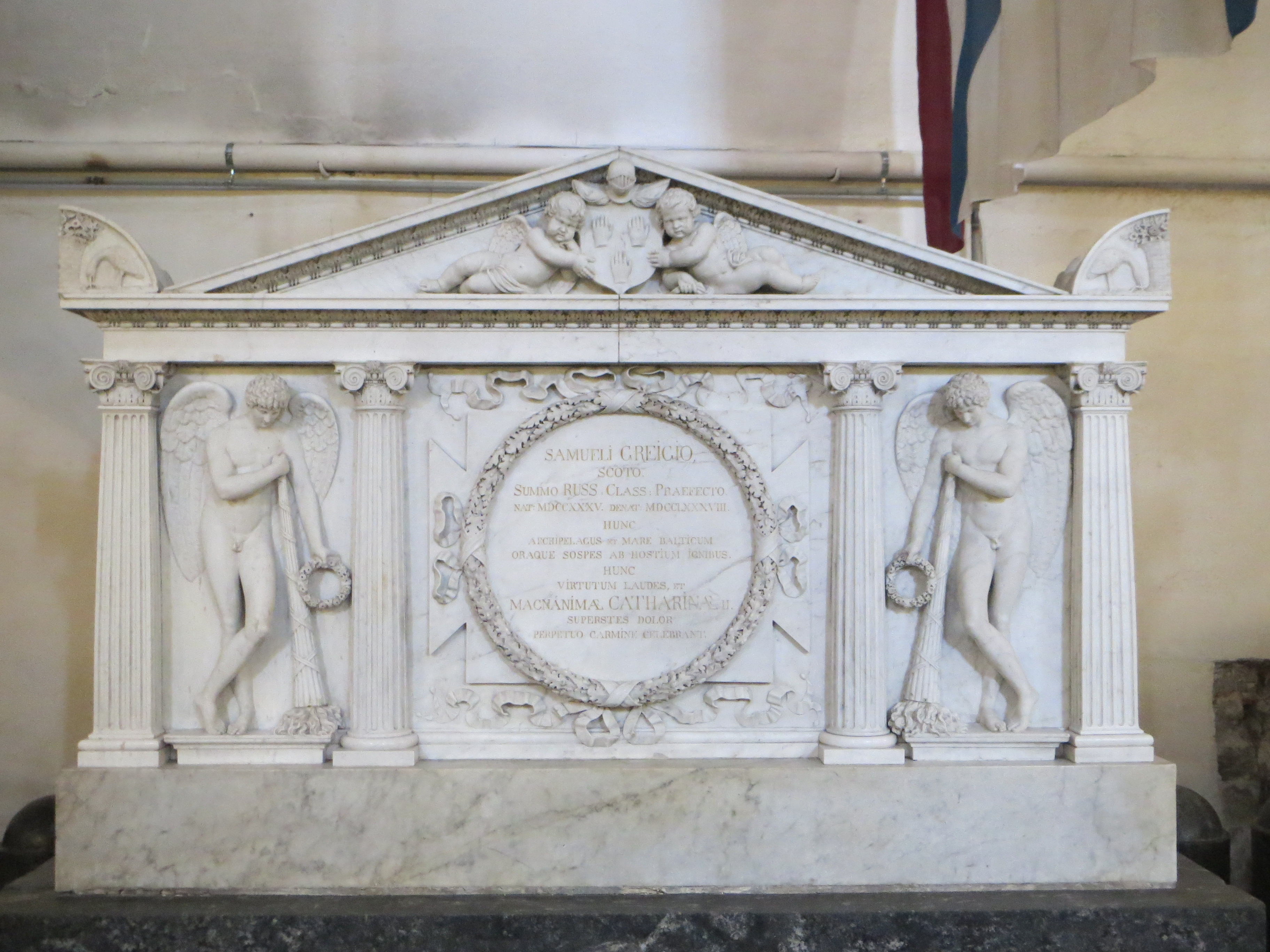
Джакомо Кваренги. Надгробие Грейга в Домском соборе

Церемония похорон Грейга была проведена в лютеранском (так как Грейг исповедовал лютеранство) Ревельском соборе с большой пышностью и помпезностью. За несколько дней до этого его тело было выставлено для прощания в зале Адмиралтейства, а затем доставлено к месту погребения в богато украшенном гробу в карете, запряжённой шестёркой лошадей в чёрных попонах; в траурной церемонии приняли участие большое количество дворян, духовенства и морские офицеры всех званий. В процессии участвовали крупные подразделения всех родов войск, она сопровождалась колокольным звоном и стрельбой орудий крепостных стен и кораблей. Проектом внешнего вида мраморного надгробного памятника Грейгу в стиле классицизма по приказу Екатерины II занимался архитектор Джакомо Кваренги. Похороны Грейга в соборе стали исключением, поскольку ещё в 1772 году императрица запретила хоронить умерших в окрестностях церквей. Екатерина II также покровительствовала его семье, выделив им для проживания Ревельский казённый дом.

## Значение
Внёс большой вклад в развитие и перевооружение русского флота. В 1760-е — 1770-е годы разработал и усовершенствовал систему парусного вооружения кораблей (утверждена Адмиралтейств-коллегией в 1777 году), внёс ряд усовершенствований в конструкции корпусов кораблей и судовых устройств. В 1783 году под руководством Грейга впервые в практике русского флота была обшита медными листами подводная часть корабля, что значительно улучшило его ходовые качества.

## Дневник
Дневник Грейга в переводе с английского на русский был впервые издан в 1849 году в «Морском сборнике». Он содержит в числе прочего подробные описания сражений при Хиосе и Чесме.

## Награды

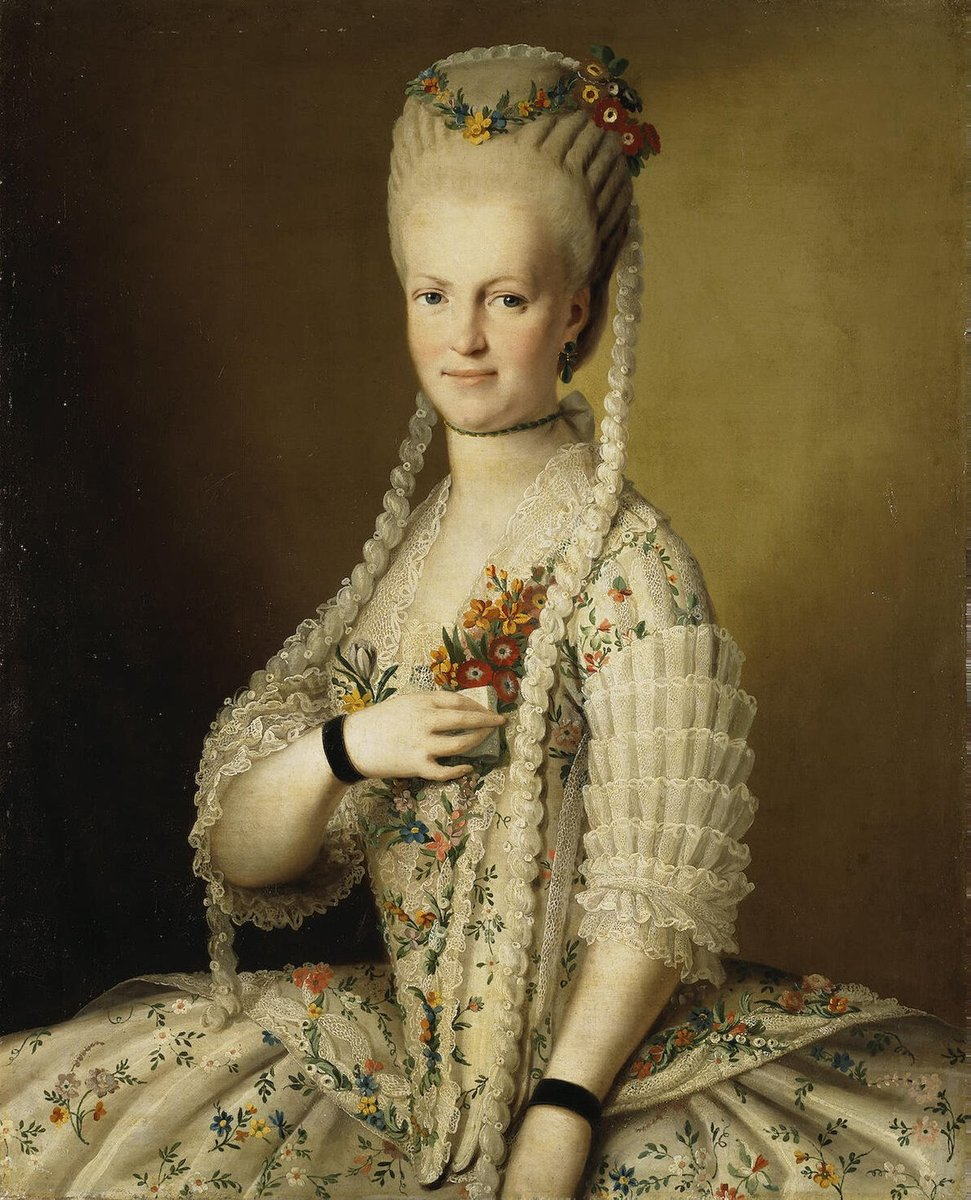
Сарра Грейг на портрете работы Христинека, 1775 год

- Орден Святого Георгия 2-й степени за Чесменское сражение (1770)[11]
- Орден Святой Анны по окончании Русско-турецкой войны (1768—1774) (1774)
- Орден Святого Александра Невского (1776)
- Орден Святого Владимира 1-й степени (1782)
- Орден Святого Андрея Первозванного за Гогландское сражение (1788)

## Семья
Был женат на Сарре Александровне Кук (1752 — 13 августа 1793), двоюродной сестре британского морского путешественника и исследователя Джеймса Кука. Сыновья — Алексей, Иван, Карл, Самуил. Дочери — Евгения, Евдокия, Шарлотта.
Алексей Грейг (1775—1845) сделал успешную карьеру в Российском императорском флоте: был командующим Черноморским флотом, известен также как основатель Пулковской обсерватории. Трое других сыновей также служили офицерами российского флота.

## Память
Именем адмирала Грейга названы:

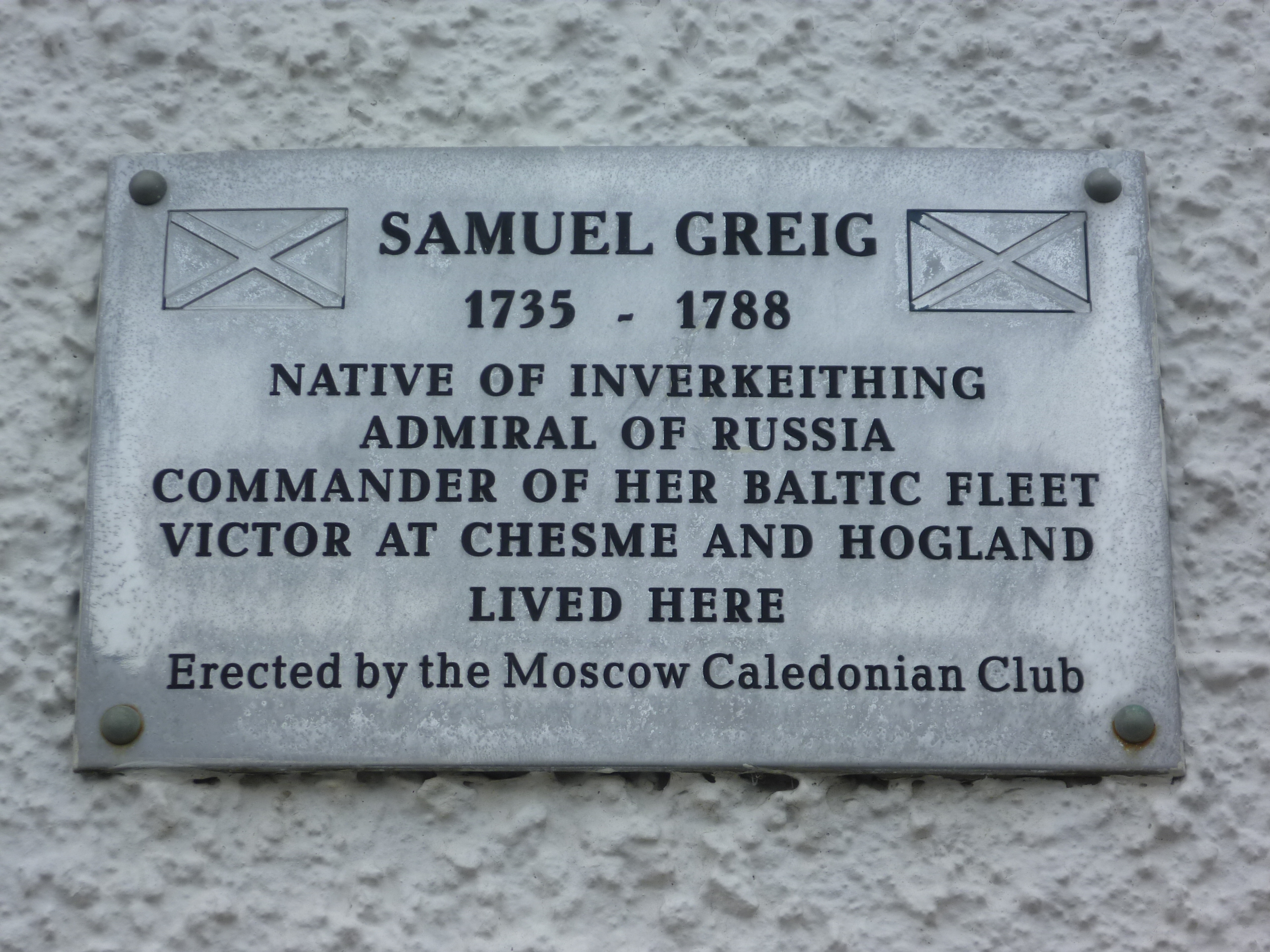
Мемориальная доска в родном городе Грейга

- Улица в Кронштадте, идущая от Цитадельского шоссе к Мясоперерабатывающему заводу на Кроншоссе, стала именоваться улицей Адмирала Грейга. На месте завода была дача адмирала[13].
- Бухта в Анадырском заливе в 1876 году (название дано экспедицией на клипере «Всадник»)[14].
- Мыс Грейга (Берингово море, Бристольский залив, 57°44′ с.ш., 157°42′ з.д., мыс открыт в 1828 г. М. Н. Станюковичем, тогда же присвоено название)[14].

Усадьба адмирала «Санс-Эннуи» под Петербургом (в руинах) — город Ломоносов, посёлок Ольгин канал, госпиталь (объект культурного наследия федерального значения); Краснофлотское шоссе, дом 62 (1720-е, архитектор Доменико Трезини, перестроен).
В 2017 году в Мурманске у входа в Нахимовское военно-морское училище среди прочих установлен бюст С. К. Грейга.